# Rotschnabellerche

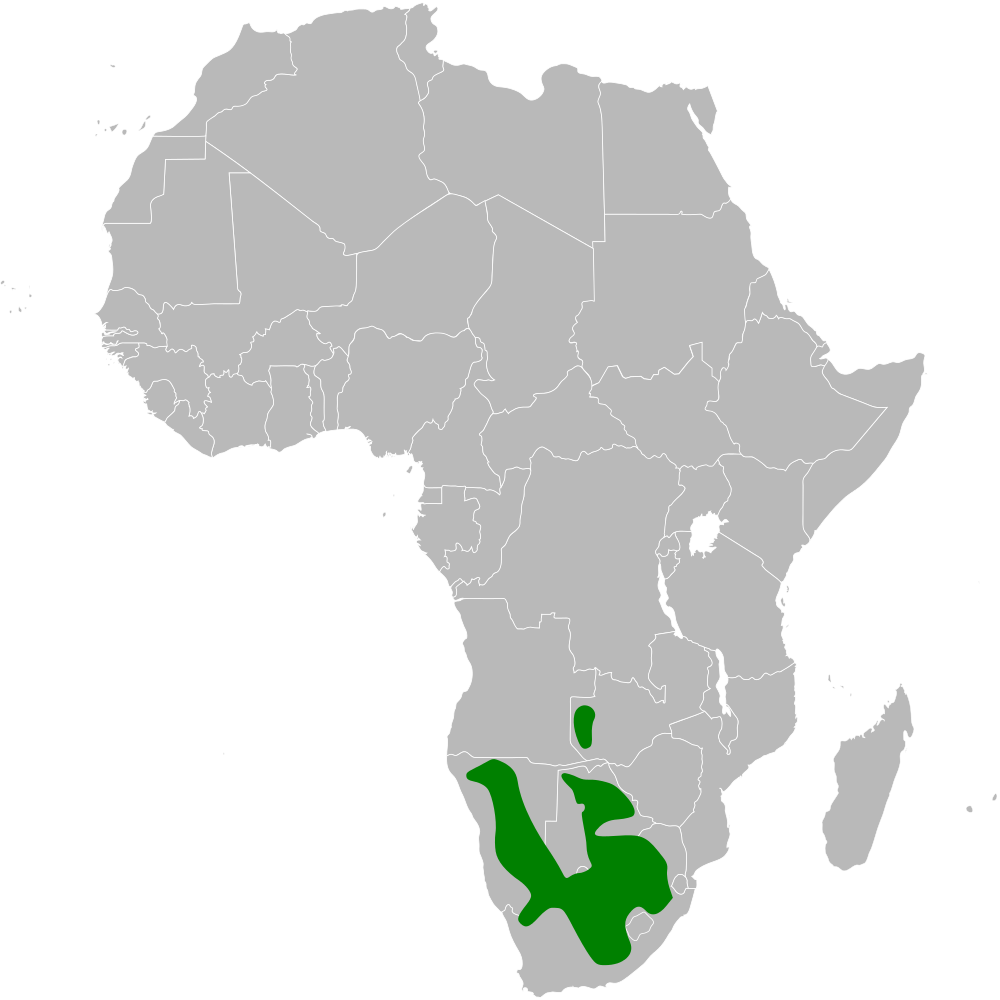
Verbreitungsgebiet der Rotschnabellerche

Die Rotschnabellerche (Spizocorys conirostris) ist eine kleine Art aus der Familie der Lerchen mit einem finkenähnlichen Schnabel. Ihr Verbreitungsgebiet ist der Süden Afrikas. Es werden mehrere Unterarten unterschieden.
Die IUCN stuft die Art als ungefährdet ein.
Es wurde lange Zeit unterstellt, dass die Rotschnabellerche mit der Ammernlerche eine Superspecies bildet. Heute geht man jedoch davon aus, dass sie enger mit der Falblerche verwandt ist.

## Merkmale
Die Rotschnabellerche erreicht eine Körperlänge von etwa 12 bis 13 Zentimetern, wovon zwischen 3,8 und 4,5 Zentimeter auf den Schwanz entfallen. Der Schnabel misst vom Schädel aus zwischen 1,1 und 1,55 Zentimeter. Es besteht kein Geschlechtsdimorphismus.
Rotschnabellerchen sind an Scheitel, Nacken, Hinterhals, Mantel und Rücken rötlich-braun. Durch die dunkleren Federmitten entsteht dabei ein gestreiftes Erscheinungsbild. Die Oberschwanzdecken sind heller, auf ihnen fehlt die kräftige Streifung. Die Halsseiten sind mit braun mit dunkleren Stricheln. Der Überaugenstreif ist weißlich. Eine dunkle Linie verläuft von der Schnabelbasis über das Auge und begrenzt die braunen Ohrdecken. Der Augenring ist weiß. Das Kinn und die Kehle sind weiß, die übrige Körperunterseite ist rötlich gelbbraun. Auf der Brust befinden sich tränenförmige dunkelbraune Flecken. Die Hand- und Armschwingen sind braun und jeweils weißlich bis gelbbraun gesäumt. Die Schwanzfedern sind braun, die sechste (äußerste) Steuerfeder hat eine gelbbraune Außenfahne, die fünfte Steuerfeder ist auf der Außenfahne gelbbraun gesäumt.
Der Schnabel ist kegelförmig und einfarbig rosa bis gelblich braun. Die Iris ist rötlich- bis gelblich-braun.

## Verwechslungsmöglichkeiten
Die Rotschnabellerche weist große Ähnlichkeit mit der Falb-, Finken- und Ammernlerche auf, die alle gleichfalls zur Gattung Spizocorys gehören.
Von der Rotschnabellerche unterscheidet sich die Ammernlerche durch den längeren und keilförmigeren Schnabel. Die Rotschnabellerche hat außerdem einen rötlichen Schnabel und ist auf der Körperoberseite etwas bräunlicher. Im Vergleich zur Finkenlerche hat die Rotschnabellerche einen dickeren Schnabel, bei ihr fehlt außerdem die dunkle Spitze. Die Falblerche ist auf der Körperunterseite fast vollständig weiß und hat leicht verlängerte Scheitelfedern.

## Verbreitungsgebiet und Lebensraum
Das Verbreitungsgebiet der Rotschnabellerche ist das Landesinnere von Namibia, der Westen von Sambia, der Westen von Botswana und Teile der Südafrikanischen Republik. Die einzelnen Unterarten haben folgende Verbreitungsgebiete:
- S. c. makawai (Traylor, 1962) – Westen von Sambia.
- S. c. harti (Benson, 1964) – Südwesten von Sambia.
- S. c. damarensis (Roberts, 1922)  – Norden von Namibia und Nordwesten von Botswana.
- S. c. crypta (Irwin, 1957) – Nordosten von Botswana
- S. c. barlowi (Roberts, 1942)  – Süden von Namibia, Süden von Botswana und Nordkosten der Südafrikanischen Republik.
- S. c. conirostris (Sundevall, 1850) – Südafrikanische Republik und Nordwesten von Lesotho.

Der Lebensraum der Rotschnabellerche ist offenes Grasland in Hochsteppen. Sie kommt auch im hohen Gras der Kalahari sowie auf Stoppelfeldern und Straßenrändern vor.

## Lebensweise
Die Rotschnabellerche frisst überwiegend Samen und daneben auch Wirbellose. Ihre Nahrung findet sie am Boden. Während der Brutzeit lebt sie einzelgängerisch oder in Paaren. Außerhalb der Brutzeit wird sie auch in kleinen Trupps beobachtet.
Die Brutzeit fällt überwiegend in den Zeitraum November bis Januar und wird durch die sommerlichen Regenfälle ausgelöst. Wie alle Lerchen ist auch die Rotschnabellerche ein Bodenbrüter. Sie baut ein typisches Lerchennest, das nicht mit Gräsern überwölbt wird. Es steht gewöhnlich im Schutz eines Grasbüschels. Das Gelege besteht aus einem bis drei Eiern. Diese haben ein Frischvollgewicht von etwa 1,8 Gramm. Die Eier sind grünlich weiß mit dichten dunkelbraunen Sprenkeln. Das Weibchen beginnt mit der Brut nach der Ablage des ersten Eies. Die Brutzeit beträgt etwa 12 Tage. Die Nestlinge werden von beiden Elternvögeln gefüttert. Sie verlassen im Alter von etwa 10 Lebenstagen das Nest, sind aber zu diesem Zeitpunkt noch nicht flugfähig.

## Einzelbelege
1. ↑  Pätzold: Kompendium der Lerchen. S. 286.
2. ↑  Spizocorys conirostris in der Roten Liste gefährdeter Arten der IUCN 2016. Eingestellt von: BirdLife International, 2016. Abgerufen am 12. März 2017.
3. 1 2 3 4   Handbook of the Birds of the World zur Rotschnabellerche, aufgerufen am 11. März 2017
4. ↑  Pätzold: Kompendium der Lerchen. S. 283.
5. 1 2  Pätzold: Kompendium der Lerchen. S. 284.
6. 1 2  Pätzold: Kompendium der Lerchen. S. 285.